# Spectata fides
Spectata fides ist der Titel einer Enzyklika von Papst Leo XIII. Sie wurde am 27. November 1885 mit dem Untertitel „Über die christliche Erziehung“ veröffentlicht.
Mit dieser Enzyklika wendet sich der Papst hauptsächlich an den Erzbischof von England und die anderen Bischöfe in England.
(To Our Venerable Brethren, Henry Edward, Cardinal Priest of the Holy Roman Church, of the Title of SS. Andrew and Gregory on the Coelian Hill, Archbishop of Westminster, and the other Bishops of England.) In seinem Begrüßungssatz hebt er die „nachgewiesene oder auch gezeigte Treue“ (Spectatas fides) hervor, die ihm anlässlich eines Schreibens übermittelt wurde und geht auf den inhaltlichen Zusammenhang zwischen der christlichen Erziehung und dem christlichen Leben ein.
Leo XIII. hebt die Schulen als die bedeutendste Wirkungsstätte zur katholischen Erziehung hervor und mahnt an, dass dieses nicht nur eine Angelegenheit der Reichen, sondern auch eine Aufgabe für die sei, „die mit schlanken Mitteln und Einkommen an der Armut“ bedacht sind. Er propagiert die christliche Erziehung als eine Aufgabe für die gesamte Gesellschaft.
Er geht weiterhin auf die Religionserziehung in England ein und beklagt das geringe Interesse an der religiösen Ausbildung, schließlich fordert er im Schlussteil die Bischöfe Englands auf, in ihren Bestrebungen nicht nachzulassen.